# Antigues Escoles de Sant Feliu de Buixalleu
Les Antigues Escoles de Sant Feliu de Buixalleu és una obra de Sant Feliu de Buixalleu (Selva) inclosa a l'Inventari del Patrimoni Arquitectònic de Catalunya.

## Descripció
Edifici aïllat, situat al municipi de Sant Feliu de Buixalleu, al costat de l'església de Sant Feliu, en el petit nucli urbà.
L'edifici, de planta baixa i pis, està cobert per una teulada a doble vessant desaiguada a les façanes principals i posterior.
A la façana principal,a la planta baixa, hi ha la porta d'entrada (un portal) en arc escarser. Al costat esquerre hi ha una finestra rectangular vertical.
Al pis, dos balcons en arc de llinda, amb barana de maó i ceràmica.
Les façanes estan arrebossades i pintades de color cru. A la façana lateral esquerra, es visible el treball de maçoneria.

## Història
Segons el registre del cadastre, l'edifici fou construït el 1898.